# 猪苗代盆地
猪苗代盆地（いなわしろぼんち）は、福島県中央部、猪苗代湖とその北岸に平野の広がる盆地である。

## 概要
奥羽山脈の中にあり、北に磐梯山、南に猪苗代湖、会津布引山、布引高原、東に郡山盆地（安積原野）、西に会津盆地がある。猪苗代湖は阿賀川の支流日橋川や安積疏水や新安積疏水の水源となっている。周辺は磐梯朝日国立公園に属し、スキー場を始めとする観光業は発達しているが、ほぼ猪苗代町だけ（一部は郡山市（湖南町）会津若松市（湊町））で形成される人口が少ない盆地。

## 交通
- 磐越西線、磐越自動車道、国道49号が盆地の北部を横断。

## 観光
- 猪苗代スキー場
- 猪苗代リゾートスキー場
- アルツ磐梯スキー場
- 湖水浴場
- 野口英世記念館
- 世界のガラス館
- 南ヶ丘牧場

座標: 北緯37度32分47.3秒 東経140度6分11.22秒 / 北緯37.546472度 東経140.1031167度